# 硬汉训练营
《硬汉训练营》（英語：Hard Knocks）是由NFL电影和HBO制作的真人秀体育纪录片电视连续剧。该节目于2001年首播，2017年上映的是第十二季节目。每一季节目都会跟拍一只国家橄榄球联盟球队的赛季前训练营，展示该球队为即将开始的赛季所做的准备。节目中展示了球员，教练和工作人员的个人和职业生涯，包括他们的家庭生活，场上位置的竞争，还有笑话和恶作剧。节目中会特别侧重展示球队新招募的重点新秀球员来到NFL后的适应和调整。

## 剧集介绍
- 第一季：巴尔的摩乌鸦 (2001)
- 第二季：达拉斯牛仔 (2002)
- 第三季：堪萨斯城酋长 (2007)
- 第四季：达拉斯牛仔 (2008)
- 第五季：辛辛那提猛虎 (2009)
- 第六季：纽约喷气机 (2010)
- 第七季：迈阿密海豚 (2012)
- 第八季：辛辛那提猛虎 (2013)
- 第九季：亚特兰大猎鹰 (2014)
- 第十季：休士頓德克薩斯人 (2015)[3]
- 第十一季：洛杉矶公羊 (2016)[4]
- 第十二季：坦帕湾海盗 (2017)
- 第十三季：克利夫兰布朗 (2018)
- 第十四季：奥克兰突袭者 (2019)

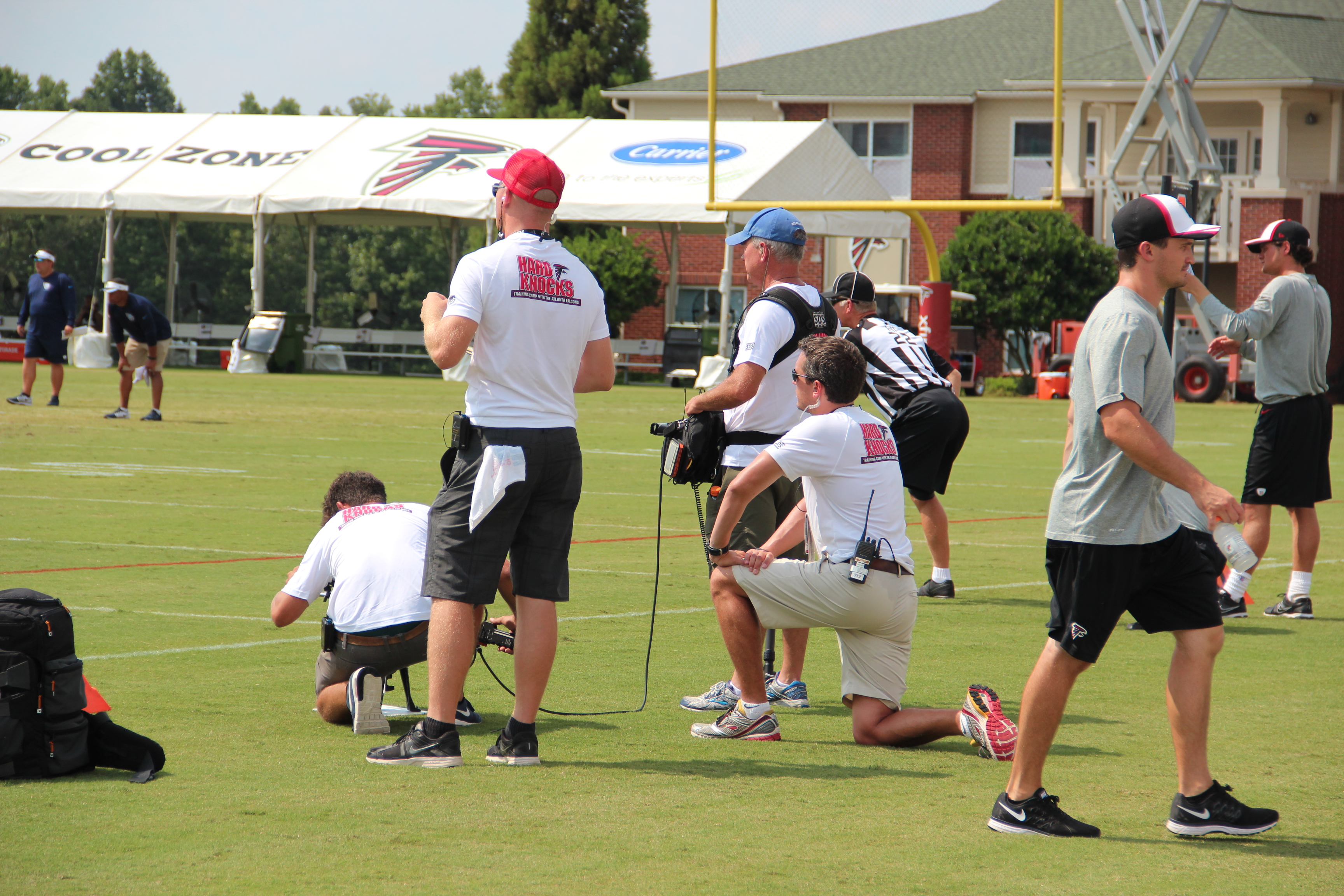
2014年硬汉训练营在亚特兰大猎鹰训练营拍摄

- 第十五季：洛杉矶闪电、洛杉矶公羊 (2020)
- 第十六季：达拉斯牛仔 (2021)